# ضرر بليغ
ضرر بليغ (هانغل: 발신제한; هانجا: 發信制限; ر.ر: Balsinjehan) مكالمة مقيدة) هو فيلم إثارة كوري جنوبي لعام 2021، من إخراج كيم تشانغ-جو وبطولة جو وو-جين ولي جا-ين وجي تشانغ-ووك، يصور الفيلم الظروف غير المتوقعة التي يتعين على أفراد الأسرة العادية التعامل معها بعد مكالمة هاتفية غامضة تضعهم في موقف مروع.

## روابط خارجية
- ضرر بليغ على موقع IMDb (الإنجليزية)
- ضرر بليغ على موقع قاعدة بيانات الفيلم (الإنجليزية)
- ضرر بليغ على موقع ليتربوكسد (الإنجليزية)
- ضرر بليغ على موقع كينوبويسك (الروسية)